# Avoceta
Die Avoceta war ein 1923 in Dienst gestelltes Passagierschiff der britischen Reederei Yeoward Line, das Passagiere, Fracht und Post zwischen Großbritannien, Portugal und Spanien beförderte. Am 26. September 1941 wurde die Avoceta auf dem Nordatlantik durch ein deutsches U-Boot versenkt. Dabei kamen 123 Menschen ums Leben.

## Das Schiff
Das 3.442 BRT große, aus Stahl gebaute Passagier- und Frachtschiff Avoceta wurde auf der Werft Caledon Shipbuilding & Engineering Company im schottischen Dundee gebaut und lief am 21. September 1922 mit der Baunummer 279 vom Stapel. Im Januar 1923 wurde das Schiff fertiggestellt. Die Avoceta war 97,23 Meter lang, 13,47 Meter breit und hatte einen maximalen Tiefgang von 8,08 Metern. Die Dreifachexpansions-Dampfmaschine, die einen einzelnen Propeller antrieb, leistete 395 nominale Pferdestärken und beschleunigte den Dampfer auf 12,5 Knoten. Sie war das Schwesterschiff der 1922 fertiggestellten Alondra (II) (3.445 BRT).
Das Schiff wurde für die 1894 gegründete, in Liverpool sitzende Reederei Yeoward Line gebaut, welche ursprünglich nur Obst importierte, seit 1900 aber einen regelmäßigen Passagier- und Frachtverkehr von Liverpool nach Spanien, Portugal und den Kanarischen Inseln unterhielt. Die Namen der Schiffe der Yeoward Line begannen alle mit einem A. Der Schornstein war schwarz und zeigte einen rotumrandeten gelben Streifen mit dem Buchstaben Y.
Am Montag, dem 18. August 1941, legte die Avoceta unter dem Kommando von Kapitän Harold Martin in Liverpool ab und dampfte als Teil des Geleitzugs OG-72 nach Gibraltar. Von dort lief sie am Nachmittag des 17. September ohne Geleitschutz nach Lissabon aus, wo sie 469 Tonnen Fracht und 573 Postsäcke sowie Passagiere an Bord nahm. Die Passagiere waren hauptsächlich Ehefrauen und Kinder britischer Militärangehöriger, die aus dem von den Nationalsozialisten besetzten Frankreich geflohen waren und in das Vereinigte Königreich evakuiert werden sollten.

## Versenkung
Auf der Rückfahrt von Lissabon nach Liverpool fuhr die Avoceta in dem Konvoi HG-73, der aus insgesamt 25 Schiffen bestand und von zehn Korvetten und Zerstörern sowie dem CAM-Schiff Springbank begleitet wurde. Sie fuhr in der fünften von sieben Reihen und hatte den Kommandanten des Konvois, Rear Admiral Sir Kenelm Everard Lane Creighton, sowie weitere fünf Männer des Begleitkommandos an Bord. Daneben waren 66 Besatzungsmitglieder, 88 Passagiere und sechs Artilleristen der Royal Navy zur Verteidigung des Schiffs an Bord. Unter den Passagieren waren die zehn Überlebenden des Untergangs des Passagierdampfers Aguila, der derselben Reederei angehörte und der vier Wochen zuvor von U 201 versenkt worden war. Insgesamt befanden sich 166 Menschen auf dem Schiff.
Der Angriff auf den nordwärts fahrenden Konvoi begann in der Nacht vom 24. auf den 25. September 1941 im Nordatlantik nördlich der Azoren, als U 124 unter Korvettenkapitän Johann Mohr den Dampfer Empire Stream versenkte, der dem britischen Kriegsministerium gehörte. In der darauf folgenden Nacht kam im Sinne der von Karl Dönitz erdachten Rudeltaktik U 203 hinzu, ein deutsches U-Boot des Typs VII C unter dem Kommando von Kapitänleutnant Rolf Mützelburg.

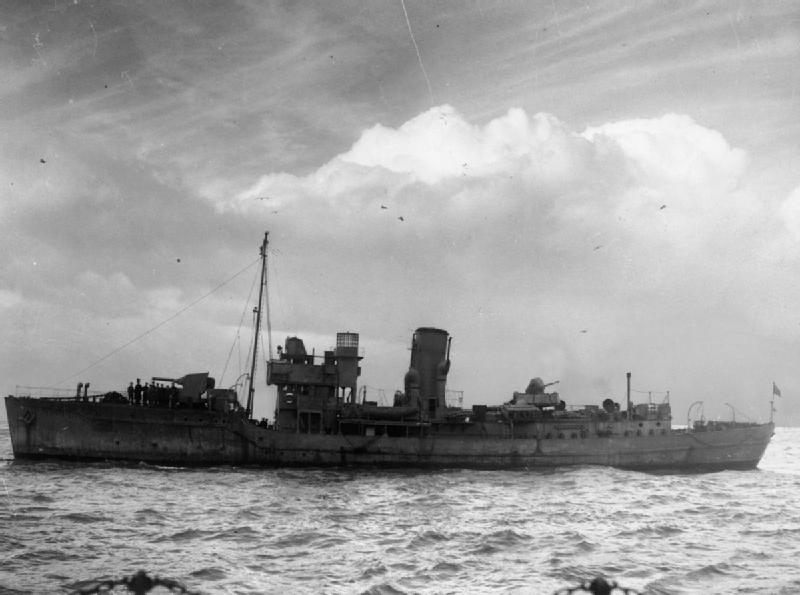
Die Flower-Klasse Korvette HMS Periwinkle hat Überlebende von Avoceta gerettet.

Um 0.31 Uhr am 26. September schoss Mützelburg eine Salve von vier Torpedos auf den Konvoi ab. Er hörte alle vier detonieren, sah aber nicht, welche Schiffe er getroffen hatte, da er von der Korvette HMS Larkspur angegriffen wurde und abtauchen musste. Die Avoceta und das norwegische Passagierschiff Varangberg waren von den Torpedos getroffen worden und sanken. Die Avoceta ging in nur zwei Minuten mit dem Heck voran fast vertikal unter. 43 Besatzungsmitglieder, vier Artilleristen und 76 Passagiere, insgesamt 123 Menschen, kamen dabei ums Leben, darunter 32 Frauen und 20 Kinder. Das älteste Todesopfer war der 73-jährige Ernest F. Andrews. Die jüngsten Opfer waren vier Kleinkinder unter einem Jahr. Die 43-jährige Passagierin Ida Winifred Barker starb mit ihren sieben Kindern. Ebenfalls unter den Opfern waren der britische Geistliche Rev. Edward John Theodore Stanley (61) und seine Schwester Elizabeth Rebecca Frances Stanley (58), die von Missionarsarbeit in Vichy-Frankreich nach Hause zurückkehrten.
Kapitän Martin, Rear Admiral Creighton, die fünf Männer vom Begleitkommando, zwei Artilleristen und zwölf Passagiere, darunter zwei Frauen, wurden von den Korvetten HMS Periwinkle und HMS Jasmine aufgenommen und am 30. September in Milford Haven (Wales) an Land gebracht. Unter den überlebenden Passagieren war Arthur Firth, ehemaliger Kapitän der Aguila. Der Dampfer Cervantes rettete weitere drei Mannschaftsmitglieder, wurde jedoch am darauf folgenden Tag von U 201 versenkt. Die drei Männer von der Avoceta überlebten auch diese Versenkung und kamen auf dem Dampfer Starling am 1. Oktober in Liverpool an.
Weitere U-Boote, die den Konvoi HG-73 auf seiner Reise angriffen, waren U 201, U 205 und U 371 sowie die italienischen U-Boote Torelli, Morosini und Da Vinci. Der Konvoi verlor zehn Schiffe mit einem Rauminhalt von insgesamt 25.818 BRT. Das Wrack der Avoceta liegt auf der Position 47° 57′ N, 24° 5′ W.